# Principado de Lampedusa
El Principado de Lampedusa fue un título napolitano creado por Carlos II de España el 13 de agosto de 1667 a favor de Giulio I Tomasi, duque de Palma. Desde 1724 el título llevó aparejada la grandeza de España de primera clase.
La denominación del principado hace referencia a la isla meridional italiana de Lampedusa que estuvo en posesión de los Caro-Tomasi desde el siglo XV cuando Alfonso V le concedió su jurisdicción a los barones de Montechiaro hasta el siglo XIX cuando fue enajenada por el rey de las Dos Sicilias. 
Desaparecido el Reino de las Dos Sicilias en 1861, el título fue reconocido por decreto ministerial en el reino de Italia en 1903.

## Historia
A finales del siglo XVI, la baronesa de Montechiaro (última de los Caro y poseedora de la isla de Lampedusa) contrajo matrimonio con el siciliano Mario Tomasi. El primogénito de la pareja heredaría el título materno y procrearía dos hijos gemelos: Carlo y Giulio Caro Tomasi. Huérfanos, fueron adoptados por su tío Mario Caro Tomasi, gobernador de Licata, gracias a cuya intervención y recursos Felipe IV otorgó licentia populandi para la fundación de la ciudad de Palma en el feudo de Montechiaro en 1637. Al año siguiente, el rey creó duque de Palma a Carlo Caro Tomasi, quien, dedicado a los estudios teológicos, tomó el hábito teatino y siguió a su muerte el proceso de beatificación siendo proclamado siervo de Dios por la Iglesia. El ducado y la baronía de Montechiaro fueron cedidos a su hermano Giulio, a quien Carlos II le concedió el título de príncipe de Lampedusa en 1667. Conocido como el "Duque santo", a su muerte al igual que su hermano fue declarado Siervo de Dios. Todos sus descendientes se establecerían en Sicilia: primero, en la ciudad feudal de Palma y, luego, en Palermo. Entre ellos se destacaron Fedinando, VI príncipe de Lampedusa, quien sirvió a las órdenes de las casas de Austria y Borbón y fue creado grande de España; Isabella, beata Corbera; San Giuseppe Maria Tomasi, conocido como el "Príncipe de los liturgistas"; Giulio Fabrizio, VIII príncipe de Lampedusa, conocido por sus estudios de astronomía; Giuseppe, XI príncipe de Lampedusa, creador de El Gatopardo (novela ambientada durante la Unificación italiana e inspirada en el príncipe de Lampedusa); y Pietro, último príncipe de Lampedusa, quien siguió la carrera diplomática y ocupó el Ministerio de Asuntos Exteriores y la presidencia del Senado del Reino.
El escudo de la familia se compone de un serval o gattopardo africano rampante en campo de azur sobre una montaña de tres espadas de sinople.

## Historia de los príncipes de Lampedusa
- I príncipe: Giulio (o Julio) I Caro Tomasi (Ragusa, 1614-Palma, 1669), II duque de Palma, barón de Montechiaro

1. Casó con Rosalia Traina, baronesa de Falconeri y Toretta. Le sucedió su hijo:

- II príncipe: Ferdinando (o Fernando) I Tomasi (Palma, 1651-1672), III duque de Palma, barón de Montechiaro

1. Casó en 1669 con Melchiorra Naselli e Carrillo, hija del Luigi, I príncipe de Aragona. Le sucedió su hijo:

- III príncipe: Giulio (o Julio) II Tomasi (Palma, 1671-1698), IV duque de Palma, barón de Montechiaro

1. Casó en 1692 con Anna Maria Naselli e Fiorito, hija del II príncipe de Aragona

- IV príncipe: Ferdinando II María Tomasi (Palma, 1697-Palermo, 1775), V duque de Palma, barón de Montechiaro, gentilhombre de cámara del emperador del Sacro Imperio, diputado y vicario general del Reino de Sicilia

1. Casó con Rosalia Valguarnera e Branciforti, hija del príncipe de Niscemi
2. Casó en segundas nupcias con Giovanna Valguarnera di Vitale. Le sucedió su hijo:

- V príncipe: Giuseppe II Maria Tomasi (Palermo, 1717-1792), VI duque de Palma, barón de Montechiaro, diputado del Reino de Sicilia

1. Casó con Antonia Roano e Pollastra. Le sucedió su hijo:

- VI príncipe: Giulio III Maria Tomasi (Palermo, 1743-1812), VII duque de Palma, barón de Montechiaro, senador de Palermo, diputado del Reino de Sicilia

1. Casó en 1766 con Maria Catterina Romano Colonna e Gravina, hija del duque de Reitano. Le sucedió su hijo:

- VII príncipe: Giuseppe III Tomasi (Palermo, 1767-1833), gentilhombre de cámara del rey, par del Reino de Sicilia

1. Casado en primeras nupcias con Angela Filangeri e la Farina, hija del príncipe de Cutò
2. Casado en segundas nupcias con Carolina Wochingher. Le sucedió su hijo:

- VIII príncipe: Giulio Fabrizzio Tomasi (Palermo, 1815-Florencia, 1885), IX duque de Palma, barón de Montechiaro y Franconeri, par del Reino de Sicilia

1. Casado con Maria Stella Guccia e Vetrano, hija del marqués de Ganzaria. Le sucedió su hijo:

- IX príncipe: Giuseppe IV Tomasi (Palermo, 1838-1908)

1. Casado con Stefania Papè e Vanni. Le sucedió su hijo:

- X príncipe: Giulio V Maria Tomasi (1868-1934), XI duque de Palma, barón de Montechiaro

1. Casado con Beatrice Mastrogiovanni Tasca di Cutò, hija del conde de Almerita. Le sucedió su hijo:

- XI príncipe: Giuseppe Tomasi, (Palermo, 1896-Roma, 1957), XII duque de Palma, barón de la Torretta

1. Casado con la baronesa Alexandra von Wolff-Stomersee, hija del barón Wolff-Stomersee. Le sucedió su tío:

- XII príncipe: Pietro Tomasi (della Torretta) (Palermo, 1873-Roma, 1962), XIII duque de Palma, marqués de la Torreta (título de cortesía), último presidente del Senado del Reino de Italia

1. Casado con Alice, baronesa viuda von Wolff-Stomersee. Sin sucesión